# Église Saint-Sernin de Cupserviès
Pour les articles homonymes, voir Église Saint-Sernin.
L'église Saint-Sernin de Cubserviès (ou Cupserviès, nom également utilisé) est un édifice religieux d'art roman datant du XIe siècle situé en France sur la commune de Labastide-Esparbairenque, dans le département de l'Aude en région Languedoc-Roussillon

## Description

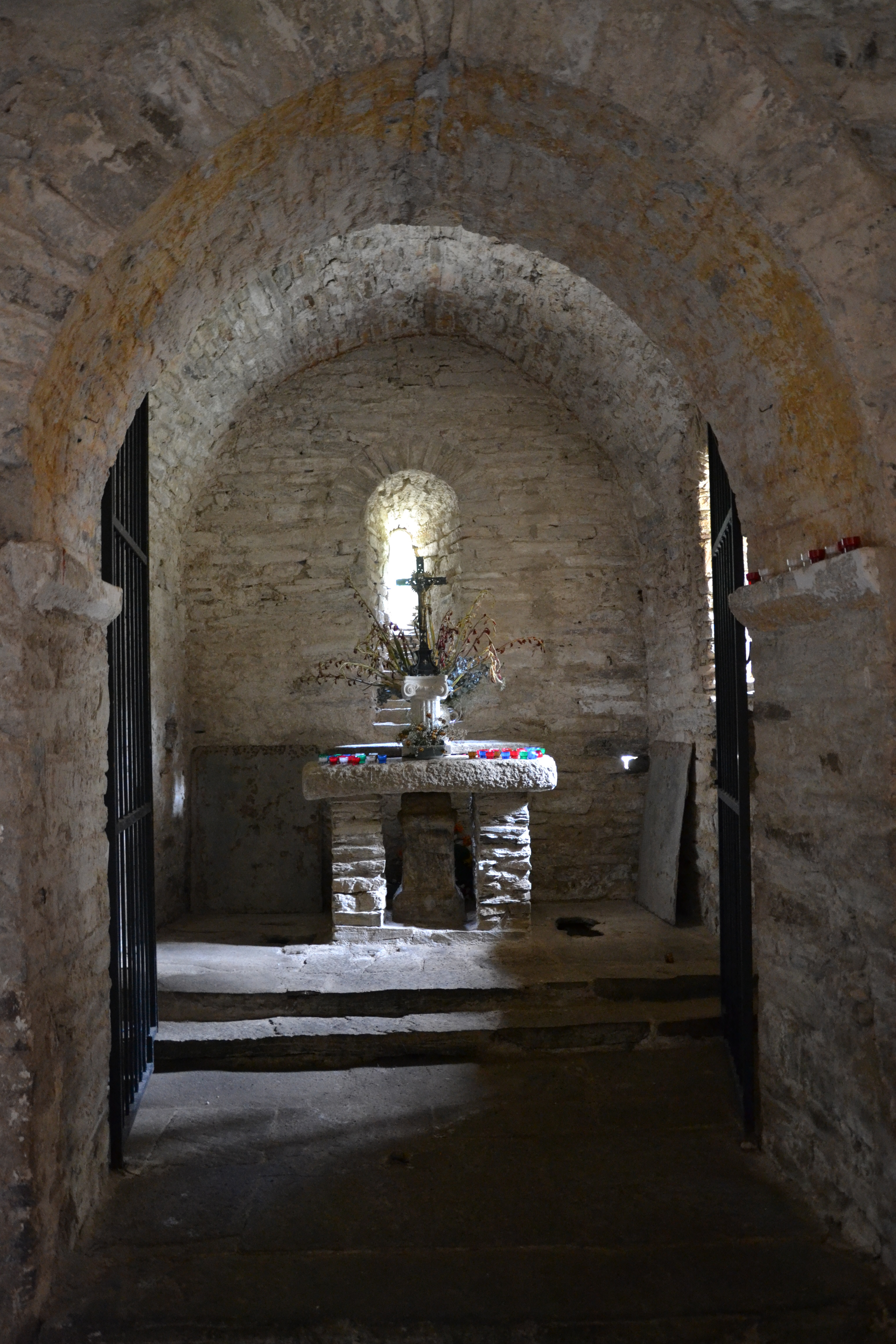
Chœur de l'église

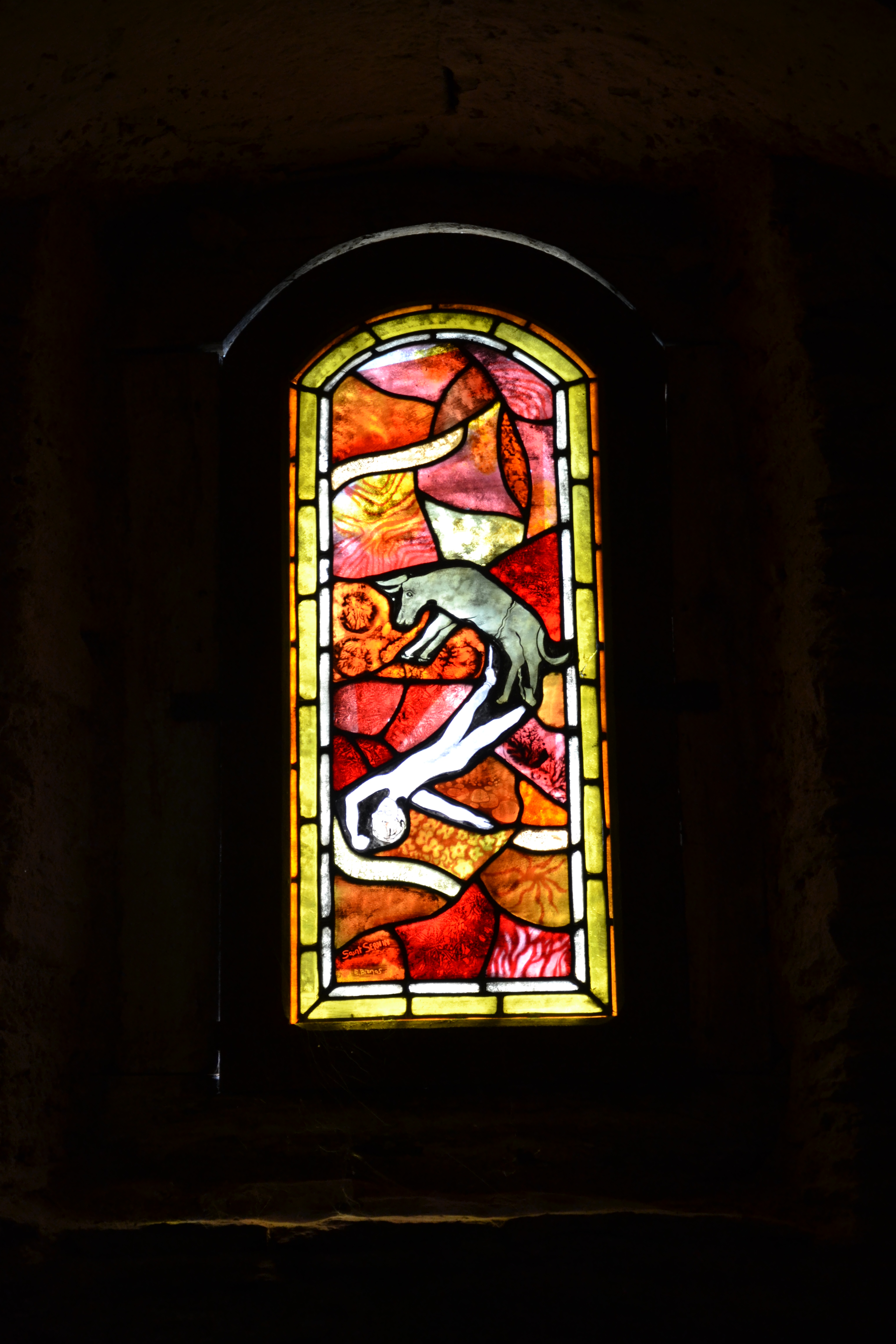
Vitrail

L’église Saint-Sernin est caractéristique des petites églises rurales de style roman, avec cependant dans ce cas la persistance de nombreux éléments préromans.
Elle comprend une nef unique et un chœur quadrangulaire de forme légèrement trapézoïdale 
La voûte et son arc central sont en berceau légèrement brisé de même que l’arc triomphal qui sépare la nef du chœur. 
Sur la façade sud, on trouve deux fenêtres romanes évasées vers l’intérieur. Une troisième fenêtre plus récente a été ouverte dans l’ancienne porte romane murée ; elle est éclairée par un vitrail représentant le martyre de Saint Sernin. Une autre fenêtre romane est située au centre du mur du chevet. 
Dans le chœur, l’autel mérite une attention particulière. Il a été aménagé à partir d’un cippe gallo-romain dédié à Diane. On peut encore distinguer le nom DIANAI gravé sur la pierre. 
Le toit de l’église est en ardoise. Il est surmonté d’un clocheton.
Un petit cimetière encore utilisé jouxte l’édifice.

## Localisation
L’église est située sur la commune de Labastide-Esparbairenque, à 800 m d’altitude environ, dans une clairière du massif forestier du Sambrès, près du hameau de Cubserviès (commune de Roquefère). Elle est accessible, soit à partir de Roquefère par une route étroite et sinueuse de 6 km conduisant à Cubserviés  puis par une route forestière de 1,5 km, soit par la route départementale 1009 reliant la route Les Martys-Mazamet (D118) à Pradelles-Cabardès.

## Historique
Les fouilles et les études archéologiques entreprises à l’occasion de la restauration de l’église en 1974 ont permis de recueillir des informations sur les origines très anciennes de ce lieu de culte . La réutilisation du cippe dédié à Diane laisse supposer qu’un temple gallo-romain existait sur ce site ou dans les environs. Il est vraisemblable également qu’une église paléochrétienne dont les vestiges pourraient être sous la nef actuelle ait été ensuite construite sur ce site.
Quant à l’église romane actuelle, elle est citée pour la première fois sous le nom de Sancti Saturnini  de Querioserverio (ancien nom de St Saturnin ou St Sernin de Cubserviès) en 1269 dans la déclaration des droits et revenus de l’évêché de Carcassonne. Mais on peut penser que Sancti  Saturnini de Vales en Cabardès cité dès 1133 dans un acte d’échange de droits  au nom de l’évêque et du chapitre de Carcassonne correspond à cette même église.
Au début du XVIIe siècle lors des guerres de religion qui ont secoué la région, l’édifice a été partiellement détruit. Une reconstruction a été entreprise un siècle plus tard et la bénédiction de l’édifice pouvant  à nouveau accueillir le culte a eu lieu le 9 octobre 1740 en présence du seigneur du lieu et des autorités religieuses. 
Plus tard, l’église sera à nouveau abandonnée en raison de l’exode rural qui sévit dans la région. En 1970 elle se trouvait dans un état de délabrement avancé.
La restauration de 1974 a permis de la sauvegarder. Elle est redevenue aujourd’hui dans son cadre forestier l’une des plus belles petites églises rurales d’art roman du département de l’Aude.
L'édifice est inscrit au titre des monuments historiques en 1976.